# Tim Maia (filme)
Tim Maia é um filme brasileiro de 2014 do gênero drama biográfico, dirigido por Mauro Lima. O filme conta a história de origem do cantor Tim Maia, sendo baseado no livro Vale Tudo - O Som e a Fúria de Tim Maia, escrito por Nelson Motta.
É estrelado por Babu Santana, Robson Nunes, Cauã Reymond e Alinne Moraes, tendo suas filmagens iniciadas em 12 de junho de 2013. Estreou nos cinemas brasileiros em 30 de outubro de 2014.

## Sinopse
O filme retrata a vida problemática e a trajetória musical do cantor e compositor Tim Maia, desde sua infância no Rio de Janeiro (onde trabalhava como entregador de marmitas), sua ida aos Estados Unidos (onde aprendeu inglês e recebeu influências do soul music, além de cometer delitos como roubo e consumo de drogas, culminando em sua prisão e deportação pro Brasil), sua conturbada carreira (passando pelos The Sputniks, junto com Roberto Carlos), até a morte prematura, aos 55 anos.

## Elenco
- Babu Santana como Tim Maia[5][6][7]
  - Robson Nunes como Tim Maia (adolescente)[5]
- Alinne Moraes como Janaína[8]
- Laila Zaid como Susi[5]
- Cauã Reymond como Fábio[9][5]
- George Sauma como Roberto Carlos[10]
- Tito Neville como Erasmo Carlos[11]
- Renata Guida como Rita Lee[12]
- Luis Lobianco como Carlos Imperial[13][14]
- Bryan Ruffo como Valcir Ribeiro
- Paulo Carvalho como seu Altivo
- Valdinéia Soriano como dona Maria
- Marco Sorriso como Cromado
- Jonathan Azevedo como Arlênio Lívio Gomes
- Ephraim Benton como Bengy
- Joya Bravo como Aretha
- Charlie Covey como Doug
- Nando Cunha como Manoel Jacintho Coelho
- André Dale como Wellington
- Denise Dumont como senhora Cardoso
- Ricardo Ferreira como porteiro Roberto
- Tim Hoobler como Red Neck
- Helena Lourencette como Nice
- Bernardo Mendes como Dito
- John Reese como Cornelius
- Blake Rice como Max
- Pollyanna Rocha como Patricia
- Michael Tomlinson como Mr. O'Meara
- César Troncoso Barros como diretor da gravadora
- Alexandra Plubins como Nilza, secretária da gravadora
- Mallu Magalhães como Nara Leão[15]

## Recepção
O filme recebeu críticas de pessoas que eram próximas ao cantor como o compositor Hyldon, que integrou o grupo Os Diagonais e foi parceiro de Maia em algumas canções; ele criticou a cronologia do filme, bem como o fato de Janaína representar mais de uma mulher na vida do cantor. Segundo Hyldon, o cantor nunca teria portado armas de fogo ou agredido mulheres.
Para Léo Maia, filho adotivo do cantor, o filme teria tido ao menos dezoito erros em comparação com a história real de Tim. Para Erasmo Carlos, o filme exagera ao dizer que Tim foi esnobado por Roberto.[carece de fontes?]
Fábio Stella, cantor e amigo de Tim Maia, disse em entrevista que o filme foi, "na verdade", baseado em sua história e em seu livro "Até Parece Que Foi Sonho - Meus 30 anos de Amizade e Trabalho com Tim Maia".

### Exibição na televisão
O filme foi estreou na televisão pela Rede Globo, sendo editado e exibido como um docudrama de dois capítulos entre os dias 2 e 3 de janeiro de 2015, recebendo o título Tim Maia: Vale o Que Vier. A transmissão da emissora recebeu algumas críticas, com a Globo sendo acusada de proteger a imagem de Roberto Carlos.